# Rictichneumon
Rictichneumon är ett släkte av steklar. Rictichneumon ingår i familjen brokparasitsteklar.
Kladogram enligt Catalogue of Life:
| Rictichneumon | \| \| Rictichneumon belfragei \| \| \| \| \| \| Rictichneumon boghariensis \| \| \| \| \| \| Rictichneumon curtiventris \| \| \| \| \| \| Rictichneumon lombardi \| \| \| \| \| \| Rictichneumon pachymerus \| \| \| \| \| \| Rictichneumon residuus \| \| \| \| \| \| Rictichneumon virginicus \| \| \| \| |
|               | \| \| Rictichneumon belfragei \| \| \| \| \| \| Rictichneumon boghariensis \| \| \| \| \| \| Rictichneumon curtiventris \| \| \| \| \| \| Rictichneumon lombardi \| \| \| \| \| \| Rictichneumon pachymerus \| \| \| \| \| \| Rictichneumon residuus \| \| \| \| \| \| Rictichneumon virginicus \| \| \| \| |
|               | Rictichneumon belfragei |
|               | |
|               | Rictichneumon boghariensis |
|               | |
|               | Rictichneumon curtiventris |
|               | |
|               | Rictichneumon lombardi |
|               | |
|               | Rictichneumon pachymerus |
|               | |
|               | Rictichneumon residuus |
|               | |
|               | Rictichneumon virginicus |
|               | |